# Megarhyssa middenensis
Megarhyssa middenensis là một loài tò vò trong họ Ichneumonidae.